# Чесноков, Николай Николаевич
Николай Николаевич Чесноков (1 января 1957, Мезиновский, Владимирская область — 22 мая 2025, Волгоград) — советский и российский педагог, доктор педагогических наук, профессор, академик РАЕН, мастер спорта по лёгкой атлетике. Ректор Московской государственной академии физической культуры (МГАФК) (2023—2025). Председатель центральной предметно-методической комиссии Всероссийской олимпиады школьников по предмету «Физическая культура».

## Биография
Родился 1 января 1957 года в посёлке Мезиновский Гусь-Хрустального района Владимирской области. В 1979 году окончил ГЦОЛИФК. В 1981 году стал серебряным призёром чемпионата СССР по лёгкой атлетике. В 1998 году защитил докторскую диссертацию, в 1999 году получил звание профессора.

## Научная и административная деятельность
С 2014 года — член экспертного совета Минспорта РФ. Руководил подготовкой 11 кандидатов и 2 докторов наук.
- С 2000 года — председатель центральной предметно-методической комиссии Всероссийской олимпиады школьников по предмету «Физическая культура», председатель жюри заключительного этапа.
- В 2008—2009 годах являлся руководителем группы разработчиков стандартов высшего профессионального образования, уровни квалификации «Бакалавр» и «Магистр» по направлениям «Спорт», «Физическая культура», «Рекреация и спортивно-оздоровительный туризм», был заместителем председателя УМО в области ФКС по разработке и утверждению программ и учебных пособий.
- Член Экспертного совета при Министерстве спорта Российской Федерации с 2014 года по настоящее время
- Член диссертационного совета Д 311.002.02 при ФГБУ «Федеральный научный центр физической культуры и спорта»
- Член комиссии Министерства спорта Российской Федерации по государственной аккредитации и ведению реестра общероссийских и аккредитованных региональных спортивных федераций.
- Руководитель разработки примерных и типовых программ спортивной подготовки по видам спорта: «Водное поло», «Фехтование», «Гандбол», «Греко-римская борьба», «Волейбол», «Художественная гимнастика», «Вольная борьба» и др.
- Член редакционной коллегии журнала «Физическая культура в школе», «Известия Тульского государственного университета (Секция» Физическая культура и спорт)".
- Заместитель Руководителя делегации Сборной Российской Федерации на XXVI Всемирной Летней Универсиаде в городе Шэньчжэнь (Китай), на XXV Всемирной Зимней Универсиаде в городе Эрзурум (Турция), на XXVII Всемирной Летней Универсиаде в городе Казань (Россия), на XXVI Всемирной Зимней Универсиаде в Трентино (Италия), на XXVIII Всемирной Летней Универсиаде в городе Кванджу (Республика Корея), на XXVII Всемирной Зимней Универсиаде в городе Алма-Аты (Казахстан), на XXIX Всемирной Летней Универсиаде в городе Тайпей (Тайвань), на XXVIII Всемирной Зимней Универсиаде в городе Красноярск (Россия).
- Член Экспертного совета Министерства спорта Российской Федерации по вопросам контроля за реализацией Целевых комплексных программ подготовки к Играм XXXI Олимпиады 2016 года в г. Рио-де-Жанейро (Бразилия) спортивных сборных команд Российской Федерации.
- Являлся руководителем КНГ по выносливости сборных команд Российской Федерации (2010—2013), КНГ по спорту глухих (лёгкая атлетика) в 2010—2012 годах.
- Опубликовано более 350 научных и учебно-методических трудов, монографий, учебников и мультимедийных пособий, учебных программ по разным направлениям, в том числе курс лекций «Физическая культура» для поступающих в вуз (2000), цикл «Спорт, физическая культура», программы вступительных испытаний по предмету «Физическая культура» для поступающих в высшее физкультурное учебное заведение (1994—1999), примерная программа по лёгкой атлетике (бег на короткие дистанции, 2003), учебно-методическое пособие «Олимпиада по физической культуре» (2005), пособие «Тестирование теоретико-методических знаний в области физической культуры и спорта» (2010); учебники «Лёгкая атлетика» (2010), «Профессиональное образование в области физической культуры и спорта» (2011); монографии «Довузовская подготовка как этап непрерывного физкультурного образования» (1999), «Резервные возможности организма спортсменов» (2008), «Управление спортивной подготовкой высококвалифицированных спортсменов» (2017), «Социальная адаптация спортсменов после окончания спортивной карьеры» (2021); методические пособия "Теоретические испытания на всероссийской олимпиаде школьников по предмету «Физическая культура» (2014), "Практические испытания на всероссийской олимпиаде школьников по предмету «Физическая культура» (2016), «Научно-методическое обеспечение подготовки спортивного резерва» (2016); учебные пособия "Физическая культура и спорт как основа здоровья студентов (2020), «Оздоровительная физическая культура» (2021), "Профессионально-прикладная физическая культура (2022).
- Разработчик ОПОП по направлению 49.04.01 «Спорт» (ОПОП «Подготовка спортивного резерва») и 49.04.01 «Физическая культура» (ОПОП «Образование в области физической культуры и спорта»)[2].

В мае 2023 года был назначен ректором МГАФК.

## Звания и награды
- звание «Заслуженный работник высшей школы Российской Федерации»;
- звание «Почётный работник образования»;
- звание «Мастер спорта СССР по лёгкой атлетике»;
- медаль «В память 850-летия Москвы»;
- почётный знак «За заслуги в развитии физической культуры и спорта»;
- медаль «80 лет Госкомспорту России»;
- медаль «За заслуги в спортивной науке и образовании» имени П. Ф. Лесгафта;
- медаль «За пропаганду физической культуры и спорта им. Николая Озерова»;
- почётная грамота Президента РФ за вклад в подготовку и проведение XXVII всемирной летней универсиаде в г. Казани (2013);
- благодарность Президента Российской Федерации, за заслуги в развитии физической культуры и спорта, высокие спортивные достижения на ХХVI Всемирной летней Универсиаде 2011 года в городе Шеньжень (Китай);
- знак отличия «Гражданская доблесть» Республики Саха (Якутия);
- почётный знак «За заслуги в развитии олимпийского движения в России»;
- почётный знак «За заслуги в развитии физической культуры и спорта Министерства спорта Республики Саха (Якутия)»;
- почётная грамота Президента Республики Саха (Якутия);
- почётная грамота губернатора Ульяновской области за вклад в развитие физической культуры.

## Смерть
Скончался 22 мая 2025 года во время официального визита на XXVIII Всероссийский фестиваль студентов вузов физической культуры в Волгоград. Причиной смерти стал оторвавшийся тромб во время экскурсии по внутренней части монумента «Родина-мать зовёт!» на Мамаевом кургане.

## Память
Министерство спорта Российской Федерации, МГАФК выразили официальные соболезнования, отметив значительный вклад Николая Николаевича в развитие отрасли физической культуры и спорта в России.